# Sakineh Mohammadi Ashtiani
Pour les articles homonymes, voir Mohammadi et Ashtiani.
Sakineh Mohammadi Ashtiani (persan: سکينه محمدي آشتياني, née en 1967) est une femme iranienne de la minorité azérie, emprisonnée entre 2006 et 2014.
Elle aurait d'abord été condamnée en 2006 pour adultère, et aurait ensuite été condamnée à mort pour « complicité de meurtre contre son mari ». Son complice, amant, a été condamné à la même peine.
Selon notamment Amnesty International et Human Rights Watch, qui relaient les propos des avocats de Sakineh Mohammadi Ashtiani, les aveux de complicité de meurtre ont été obtenus sous la torture, ce qu'elle a elle-même qualifié de mensonges tout en dénonçant une exploitation médiatique de son affaire. De plus, cette condamnation aurait été ordonnée par lapidation.
L'ambassade d'Iran à Londres a publié un communiqué infirmant ces rapports, expliquant que la peine de mort ne serait pas par lapidation. Si ce communiqué atteste, incidemment, la condamnation à mort, il ne précise pas si c'est pour adultère seul, complicité de meurtre ou les deux. De manière plus générale, l'Iran affirme ne plus pratiquer la lapidation (en 2005) mais le code pénal iranien prévoit la lapidation et cette peine est prononcée et appliquée.
Quoi qu'il en soit, une campagne lancée pour trouver un soutien et annuler la sentence a eu un retentissement médiatique et politique international, Sakineh Mohammadi Ashtiani étant le plus souvent présentée comme « condamnée à la lapidation pour adultère »,,. En mars 2014, Sakineh Mohammadi Ashtiani aurait été libérée pour bonne conduite. La mesure de grâce a été annoncée le 18 mars 2014 par Mohammad-Javad Larijani, Secrétaire général pour les droits de l'Homme au sein de l'appareil judiciaire iranien.

## Procédures judiciaires
Elle a d'abord été jugée le 15 mai 2006 par un tribunal à Tabriz (nord-ouest de l'Iran), plaidant coupable du chef de « relation illicite » avec deux hommes. Elle a été condamnée à la flagellation et a reçu 99 coups de fouet.
En septembre 2006, lors du procès d'un des deux hommes pour le meurtre du mari de Sakineh Mohammadi Ashtiani, cette dernière a de nouveau été mise en cause. D'après International Campaign for Human Rights in Iran, qui ne cite pas de source, elle aurait été condamnée à 10 ans de prison pour complicité de meurtre. Selon The Guardian, qui cite son avocat, elle a été acquittée de ce chef d'inculpation. Elle a ensuite été déclarée coupable d'« adultère commis en étant mariée », et condamnée à mort par lapidation. Mais elle revient plus tard sur ses aveux, déclarant que ceux-ci avaient été faits sous la contrainte, et qu'elle ne parle d'autre part pas le persan, mais la langue azérie. Sakineh Ashtiani n'a pas eu non plus d'avocat avant la fin de la procédure d’appel. La Cour suprême iranienne a confirmé la peine de mort le 27 mai 2007, de sorte que seule une grâce accordée par l'ayatollah Ali Khamenei pourrait éviter l'exécution. 
Selon l'agence de presse officielle IRNA, le chef des autorités judiciaires de la province de l'Azerbaïdjan oriental, Malek Ezhder Sharifi, a indiqué que Sakineh Mohammadi Ashtiani « avait commis plusieurs crimes très graves, et pas seulement un adultère ».
Le 18 mars 2014, Mohammad-Javad Larijani, Secrétaire général pour les droits de l'Homme au sein de l'appareil judiciaire iranien annonce que Sakineh Mohammadi Ashtiani aurait été libérée pour bonne conduite.

## Réactions internationales
En juillet 2010, l'exécution imminente de Sakineh Mohammadi Ashtiani a été suspendue, à la suite d'une campagne à l'initiative de ses deux enfants, sans que la condamnation à mort ne soit levée. Des manifestations ont eu lieu dans plusieurs villes, dont Londres et Washington. Les États-Unis, l'Union européenne, la France, des organisations de défense des droits humains, notamment Avaaz, Amnesty International et Human Rights Watch, le journal The Times, ainsi que différentes personnalités, ont exhorté les autorités iraniennes à stopper l'exécution.
La presse en Iran a eu interdiction de faire état de cette affaire. Son avocat, Mohammad Mostafaei, inquiété par les autorités iraniennes, a demandé l'asile en Norvège.
Le 1er août 2010, le président du Brésil a offert l'asile à Mme Ashtiani. Le 3 août 2010, l'offre était rejetée par Téhéran : le New York Times indique qu'un porte-parole du ministère iranien des Affaires étrangères a précisé que le président Lula ne disposait pas de toutes les informations sur cette affaire. Le New York Times ajoute que ce commentaire vient peu après que le site d'information Jahannews ait déclaré, sans mentionner de source, que Mme Ashtiani avait aussi été déclarée coupable du meurtre de son mari, mais que les juges n'avaient pas rendu publique cette information en raison des détails « trop horribles » du crime. Cette redéfinition du crime qui aurait déterminé la condamnation à mort intervient après le tollé suscité par la sentence qui pèse sur Sakineh Ashtiani ; selon le Los Angeles Times, avant le 11 juillet 2010 les autorités iraniennes comme son avocat disaient qu'elle était condamnée pour adultère. Dans une interview publiée le 6 août 2010 sur le site du Guardian, l'intéressée affirme, concernant l'inculpation pour meurtre, qu'elle a été acquittée.
Le 4 août 2010, les autorités iraniennes ont dit à l'avocat actuel de Sakineh Ashtiani, Houtan Kian, que sa cliente reste sous le coup d'une condamnation à mort par pendaison. Une décision définitive devait être prise la semaine suivante. Le même jour la Cour suprême de Téhéran a rejeté la demande de réouverture du procès, et étudie la demande du procureur de Tabriz d’exécuter Mme Ashtiani. Le dossier a été transféré au procureur général adjoint, Saïd Mortazavi.
Le 10 août 2010, la secrétaire d'État américaine Hillary Clinton mentionne Mme Ashtiani dans une déclaration où elle exhorte l'Iran à respecter les libertés fondamentales de ses citoyens.
Le 28 août 2010, environ 300 personnes se sont rassemblées sur le Parvis des droits de l'homme, à Paris, pour soutenir Sakineh Mohammadi Ashtiani. Plusieurs personnalités, comme Marek Halter ou la comédienne Yamina Benguigui, ont participé à ce rassemblement organisé à la mi-journée par l'association Ni putes ni soumises, la Ligue du droit international des femmes, et le Mouvement pour la paix et contre le terrorisme.
Des manifestations similaires étaient organisées dans 100 villes à travers le monde. À l'issue du rassemblement, les présidentes des trois associations organisatrices se sont dirigées, sous escorte policière, vers l'ambassade d'Iran, où elles ont pu déposer dans la boîte aux lettres un courrier demandant à Téhéran de surseoir à l'exécution de Sakineh.
En décembre 2011, Malek Ajdar Sharifi, chef de la justice de la province iranienne de l’Azerbaïdjan orientale laisse entendre qu’elle restait passible de la peine de mort par pendaison. Il a ensuite démenti. Selon le secrétaire général du Haut conseil iranien pour les droits de l'homme, Mohammad-Javad Larijani, en mars 2014, Sakineh Ashtiani a été graciée.

## Publications
- Lauriane Stengers, Pierres non seulement : Conversations avec Sakineh Mohammadi Ahstiani, éditions BoD, 2010, 56 p. (ISBN 978-2-8106-1932-0)